# Chōsokabe Morichika
Chōsokabe Morichika est un nom japonais traditionnel ; le nom de famille (ou le nom d'école), Chōsokabe, précède donc le prénom (ou le nom d'artiste).
Chōsokabe Morichika (長宗我部 盛親, 1575-11 juin 1615) est un samouraï de l'époque Azuchi Momoyama au début de l'époque d'Edo. Seigneur de la province de Tosa, son fief est révoqué par Tokugawa Ieyasu après la bataille de Sekigahara.
Morichika est le quatrième fils de Chōsokabe Motochika, daimyo de la famille Chōsokabe et vassal de Toyotomi Hideyoshi. En tant que seigneur de la province de Tosa en 1614, il joint ses forces à celles du clan Toyotomi pour défendre le siège d'Osaka par les Tokugawa. Lui et ses fils sont décapités le 11 mai 1615 à la suite de la défaite des forces de Toyotomi et de Chōsokabe à la bataille de Tennōji.

## Famille
- Arrière-grand-père : Chōsokabe Kantesugu (mort en 1508)
- Grand-père : Chōsokabe Kunichika (1504-1560)
- Père : Chōsokabe Motochika (1539-1599)
- Frère : Chōsokabe Nobuchika (1565-1587)